# Hélène Burniaux
Hélène Burniaux est un écrivain belge de langue française, née à Molenbeek le 16 août 1889 et décédée à Marieux en 1950.

## Biographie
Institutrice, puis inspectrice de l’enseignement communal à Bruxelles, Hélène Burniaux adhère au Syndicat des instituteurs socialistes et est militante du Parti ouvrier belge.

## Œuvres
- Autour de moi, 1920
- Âme de femmes, Bruxelles, La Renaissance du Livre, 1938.
- Les flots mouvants, 1944
- Petit Pierre sera poli
- Réveil, Bruxelles, La renaissance du livre, 1944.
- Sources, 1945.
- Et voici mes chansons, poésies, Frameries, Union des imprimeries, 1942.
- Faits divers, 1945
- Obsession, 1945.
- L'éducation dans la famille dans la revue L'Eglantine (Bruxelles, 1911-1924).
- Rédactrice des pages féminines au journal Le Peuple après 1945.
- Rédactrice de la Tribune libre féministe au journal Le Soir de 1921-1940[1].